# Evo Morales
Juan Evo Morales Ayma (* 26. října 1959 Isallavi u Orinoca, departement Oruro, Bolívie) je vůdcem bolivijské socialistické strany Hnutí za socialismus (Movimiento al Socialismo, MAS) a odborář bojující za práva pěstitelů koky. Dne 22. ledna 2006 se stal prvním domorodým prezidentem Bolívie poté, co získal 54% většinu hlasů. V letech 2009, 2014 a 2019 byl voliči ve funkci prezidenta potvrzen, nicméně vyhlášení výsledků posledních voleb vyvolalo masové protesty a násilnosti, po kterých 10. listopadu 2019 na svou funkci rezignoval.

## Prezidentský úřad
Do prezidentské funkce byl poprvé zvolen v roce 2006 se svou vizí komunitaritního socialismu. V rámci něj inicioval výbor, který by přepsal bolivijskou ústavu tak, aby bránila lidská práva, decentralizovala moc a zajišťovala jistou míru autonomie regionům a lokálním komunitám. Nechal také revidovat smlouvy se zahraničními společnostmi na těžbu nerostného bohatství země, což vedlo ke zvýšení příjmů do státní kasy o 40 %, ze kterých začaly být financovány vzdělávací, bytové a environmentální programy, zdravotní péče a sociální programy bojující s negramotností, chudobou, rasismem či sexismem.
Je hlasitým kritikem neoliberalismu a imperialismu. Podle politologa Svena Hartena jej ovšem kvůli tomu nelze vnímat jako marxistu, protože jeho programem není násilné ani jinak úplné překonání kapitalismu, jakožto spíše forma smíšené ekonomiky. V rámci své politiky se snažil snížit vliv Světové banky a Mezinárodního měnového fondu na svou zemi, stejně tak jako vlivu Spojených států, kvůli čemuž začal úzce spolupracovat s ostatními levicovými vládami v regionu, zejména Fidelovou Kubou a Chávezovou Venezuelou. Země za jeho vlády zažívala velký ekonomický růst, a to i v dobách světové finanční krize.
Ve volbách konaných 6. prosince 2009 byl zvolen na další funkční období, když pro něj hlasovalo více než 60 % voličů.
Dne 3. července 2013 byl Morales na návštěvě Ruska, kde se účastnil meetingu producentů fosilních paliv. Při zpáteční cestě, v okamžiku, kdy jeho letadlo již bylo ve vzduchu, Francie, Portugalsko a Itálie prohlásily, že mu neumožní přeletět přes jejich vzdušný prostor. Prezidentovo letadlo pak po 3 hodinách neplánovaně přistálo ve Vídni, kde Morales strávil noc. Důvodem tohoto kroku bylo podezření, že se na palubě nachází Edward Snowden. Následující den krátce po poledni a po rakouském vyvrácení tohoto podezření daly zmíněné státy Moralesovi opět povolení vrátit se do své vlasti. Z incidentu (který byl původně avizován jako technické problémy) se stal diplomatický skandál.
V říjnu 2014 byl potřetí znovu zvolen do funkce prezidenta, zvítězil již v prvním kole se ziskem téměř 60 % hlasů.
Po dalších pěti letech kandidoval opět na funkci prezidenta v roce 2019, jeho hlavním soupeřem byl bývalý prezident Carlos Mesa. Postup sčítání hlasů, kdy soud přerušil vyhlašování průběžných výsledků v době, kdy měl Morales na Mesu náskok méně než 10 procent, a obnovil znovu po překročení této hranice, která stačí ke zvolení v prvním kole, ale vyvolal násilné protesty a nepokoje. Opozice výsledky odmítla uznat a proti se postavili také pozorovatelé a zástupci zemí Organizace amerických států. Morales v reakci na zprávu OAS vyhlásil konání druhého kola voleb, situaci to ale neuklidnilo, protože protestující požadovali jeho okamžitou rezignaci. Ti v rámci protestů napadli starostku města Vinto a obsadili redakce státních médií. Když Moralese k odstoupení vyzvalo také vedení armády a policie, oznámil 10. listopadu 2019 rezignaci „pro dobro země“ dodávajíc, že chtěl předejít krveprolití. Události nicméně označil za „občanský, politický a policejní převrat“.
Poté odletěl do Mexika, kde získal politický azyl z důvodu ohrožení jeho bezpečí, a následně do Argentiny, kde mu byl rovněž udělen azyl. Neznámí „pučisté“, podle Moralesových slov, krátce předtím vtrhli do jeho domu v Cochabamba, podpálili dům jeho sestry a na Moralesovu hlavu vypsali odměnu 50 tisíc dolarů.
Post prozatímní prezidentky následně v Bolívii převzala dosavadní viceprezidentka senátu Jeanine Áñezová, pravicová politička a Moralesova velká kritička, která byla podle tamní ústavy druhá v nástupnické linii po prezidentce senátu Adrianě Salvatierra, která ovšem jakožto součást Moralesovy vlády také rezignovala. Koncem prosince byl Morales státní prokuraturou obviněn z terorismu a pobuřování. Rovněž mu byla odepřena účast v parlamentních volbách, v nichž se plánoval ucházet o funkci senátora.
V červnu 2020 uveřejnily The New York Times zprávu skupiny nezávislých politických expertů, v níž tvrdí, že závěry OAS o zfalšování voleb byly nepravdivé a vycházely ze statistických chyb a nesprávných dat. Studie byla kritizována prozatímní bolivijskou vládou, samotnou OAS a některými bolivijskými médii jako štvavá kampaň proti přechodné vládě. V září téhož roku byla následně organizací Human Rights Watch publikována zpráva, podle níž nebyly nalezeny žádné důkazy k tomu, že by se Morales dopustil aktů terorismu, a obvinění proti němu označila jako politicky motivovaná. V říjnu byl Morales zbaven obvinění soudem v La Paz, podle něhož došlo ze strany prokuratury ke křivým obviněním a porušením jeho práv.
Začátkem listopadu se v Bolívii konaly nové prezidentské volby, ve kterých s 55 % hlasů zvítězil kandidát Hnutí za socialismus (Movimiento al Socialismo) a Moralesův bývalý ministr financí Luis Arce. Dne 9. listopadu se Morales po 11 měsících exilu v Argentině vrátil zpět do země.

## Rodinný a osobní život
Pochází ze tří dětí – jeho sourozenci jsou Esther Morales Ayma a Hugo Morales. Evo Morales má dvě děti – Eva Liz Morales Alvarado a Álvaro Morales Paredes.
Je velkým fotbalovým nadšencem.

## Vyznamenání
- Řád José Martího – Kuba, 2016[29]
- velkokříž Řádu peruánského slunce – Peru
- velkokříž Řádu osvoboditele – Venezuela